# 上佐濃村
上佐濃村（かみさのむら）は、京都府熊野郡にあった村。現在の京丹後市久美浜町の南東端、佐濃谷川の上流域にあたる。

## 地理
- 山岳：高竜寺ヶ岳
- 河川：佐濃谷川

## 歴史
- 1889年（明治22年）4月1日 - 町村制の施行により、尉ヶ畑村・二俣村・小桑村・佐野村・安養寺村・野中村の区域をもって発足。
- 1951年（昭和26年）1月1日 - 下佐濃村と合併して佐濃村が発足。同日上佐濃村廃止。